# تامرلان وجوهر تسارناييف
تامرلان وجوهر تسارناييف هما أخوان مشتبه بهما بالقيام بتفجيرين متتاليين وقعا بعد ظهر يوم 15 أبريل 2013 في مدينة بوسطن الأمريكية قرب خط نهاية ماراثون بوسطن 2013، الذي شارك فيه أكثر من 27 ألف شخص واحتشد عشرات الآلاف من المتفرجين على جانبي الشارع لمتابعة الماراثون.
عائلة تسارناييف هاجرت إلى الولايات المتحدة الأمريكية في عام 2002 بعد أن قامت بتقديم طلب للجوء في أمريكا ومن ثم استقروا في ولاية ماساتشوستس. كلا الأخوين من أصول شيشانية مسلمة.
قام المشتبه به الثاني بإرسال رسالة إلى والده قبيل اعتقاله على صفحة باسمه في موقع التواصل الاجتماعي «فيسبوك» أنشأها مساء الخميس الماضي قبل القبض عليه ببضع ساعات. وكتب على الصفحة، التي تم إغلاقها بعد ساعات من إنشائها، بحسب ما أوردت صحيفة «الحياة»، رسالة إلى والده قال فيها: «هذه آخر رسالة لي قبل أن يتم القبض عليّ. لم أقم بهذه الفعلة مطلقاً. هم من أوقعوا بي في هذا العمل. أبي أرجوك سامحني، أنا آسف أنها وصلت إلى هذا الحد». وكتب جوهر الرسالة عند الساعة الخامسة مساء الخميس الماضي عندما كان لا يزال مطارداً من شرطة بوسطن.[بحاجة لمصدر]